# Капхёнская битва
Капхёнская би́тва (кор. 가평전투) или Цзяпинская битва (кит. 加平战斗) — сражение во время Корейской войны между войсками ООН — в основном австралийскими и канадскими — и так называемыми китайскими народными добровольцами. Произошло 22—25 апреля 1951 года в ходе весеннего наступления китайских войск.
Передовые части китайцев столкнулись с 27-й бригадой Великобритании и Содружества, блокирующей Капхёнскую долину, стратегический путь к югу Сеула (столицы страны). Два передовых батальона — 3-й батальон (Королевский австралийский полк) и 2-й батальон (Канадский полк лёгкой пехоты принцессы Патриции) — заняли позиции по обе стороны долины и поспешно укрепились. Когда по долине начали отступать тысячи южнокорейских солдат, китайцы под покровом темноты проникли в тыл позиции бригады и продолжали атаковать австралийцев на высоте 504 вечером и в течение следующего дня.
Хотя 27-я бригада сильно уступала противнику в численности, она сохраняла свои позиции до вечера, когда австралийцы, наконец, не оказались в её тылу, при этом понеся и в свою очередь нанеся тяжёлые потери. Тогда китайцы переключились на канадцев на высоте 677, но в жестокой ночной битве им не удалось выбить их с позиции. 
Эти бои помогли ослабить китайское наступление, а действия австралийцев и канадцев в Капхёне помогли предотвратить прорыв на центральном фронте Командования ООН и возможное взятие Сеула. Два этих батальона приняли на себя главный удар неприятеля и остановили целую китайскую дивизию в ходе тяжёлого оборонительного боя. На следующий день китайцы отступили вверх по долине для перегруппировки. 
В настоящее время это столкновение является одним из известнейших сражений австралийской и канадской армий в Корее.